# Ema de Blois
Ema de Blois (oko 950. – 27. prosinca 1003.) bila je plemkinja i akvitanska vojvotkinja. Poznata je kao regent Akvitanije.
Ema je bila kći Teobalda I., grofa Bloisa i gospe Luitgarde de Vermandois, a 968. udala se za vojvodu Vilima IV. – brak nije bio skladan. Vilim IV. i Ema bili su roditelji Vilima V. Ema je poznata po osnivanju opatije sv. Petra te kao regentica uime sina.